# جان وودز
جان وودز هو سياسي كندي، ولد في 1850، وتوفي في 1928.